# Capnodiaceae
Capnodiaceae is een familie van schimmels uit de orde Capnodiales. De soorten uit deze familie zijn breed verspreid maar komen voornamelijk voor in de tropische en subtropische gebieden. Schimmels uit deze familie komen ook wel voor in de regenwouden die in zones met een gematigd klimaat liggen.

## Geslachten
Volgens Index Fungorum bestaat de familie uit de volgende geslachten: 
- Acanthorus
- Aithaloderma
- Anopeltis
- Callebaea
- Capnodaria
- Capnodium
- Capnophaeum
- Ceramoclasteropsis
- Chaetocapnodium
- Echinothecium
- Fumiglobus
- Hyaloscolecostroma
- Leptoxyphium
- Limaciniaseta
- Phragmocapnias
- Polychaeton
- Plurispermiopsis
- Readerielliopsis
- Scoriadopsis
- Scorias
- Tripospermum